# King of Ambition
King of Ambition (hangul: 야왕; RR: Yawang; también conocido como Queen of Ambition y en español como Rey de la ambicíon) es una serie de televisión surcoreana transmitida por SBS desde el 14 de enero de 2013 hasta el 2 de abril de 2013. Está protagonizada por Kwon Sang-woo, Soo Ae, Jung Yun-ho, Kim Sung-ryung y Go Joon-hee. La serie está basada en manhwa de mismo título de Park In-kwon, el mismo material de origen como Daemul.

## Elenco

### Personajes principales
- Kwon Sang-woo como Ha Ryu / Cha Jae-woong.
  - Chae Sang-woo como Ha Ryu (joven).
- Soo Ae como Joo Da-hae.
  - Kim So-yeon como Da-hae (joven).
  - Park Min-ha como Da-hae / Ha Eun-byul (6 años, joven).
  - Kim Ha-yoo como Ha Eun-byul (5 años).
- Jung Yun-ho como Baek Do-hoon.
- Kim Sung-ryung como Baek Do-kyung.
- Go Joon-hee como Seok Soo-jung.

### Personajes secundarios
- Kwon Hyun-sang como Yang Taek-bae.
- Lee Deok-hwa como Baek Chang-hak.[5]
- Cha Hwa-yeon como Baek Ji-mi.
- Lee Jae-yoon como Joo Yang-heon.
- Sung Ji-roo como Uhm Sam-do.
- Lee Il-hwa como Hong Ahn-shim.
- Go In-beom como Cha Shim-bong.
- Jung Ho-bin como Seok Tae-il.
- Yoon Yong-hyun como director Park.
- Choi Hyun-seo como Eun-joo.
- Jung Soo-in como Pyo Eun-jung.

### Otros personajes
- Kim Sung-hoon como prisionero.
- Kim Hye-yoon como una joven en la parada del autobús (ep. 22)

### Apariciones especiales
- Son Tae-young como cliente salon (camafeo, episodio 2).
- Cho Yoon-woo como el socio de Ha-ryu (episodios 2-4).

## Audiencia
| N º de episodios | Fecha de emisión original | Audiencia media  | Audiencia media               | Audiencia media  | Audiencia media               |
| N º de episodios | Fecha de emisión original | TNmS Ratings     | TNmS Ratings                  | AGB Nielsen      | AGB Nielsen                   |
| N º de episodios | Fecha de emisión original | Por todo el país | Área capital nacional de Seúl | Por todo el país | Área capital nacional de Seúl |
| ---------------- | ------------------------- | ---------------- | ----------------------------- | ---------------- | ----------------------------- |
| 1                | 14 de enero de 2013       | 8.7 %            | 9.8 %                         | 8.0 %            | 9.3 %                         |
| 2                | 15 de enero de 2013       | 7.8 %            | 8.5 %                         | 8.1 %            | 8.8 %                         |
| 3                | 21 de enero de 2013       | 8.2 %            | 9.2 %                         | 10.2 %           | 11.1 %                        |
| 4                | 22 de enero de 2013       | 9.7 %            | 10.6 %                        | 9.9 %            | 10.6 %                        |
| 5                | 28 de enero de 2013       | 10.4 %           | 11.7 %                        | 10.1 %           | 11.2 %                        |
| 6                | 29 de enero de 2013       | 12.0 %           | 13.5 %                        | 12.3 %           | 13.6 %                        |
| 7                | 4 de febrero de 2013      | 13.4 %           | 14.7 %                        | 12.7 %           | 14.0 %                        |
| 8                | 5 de febrero de 2013      | 16.4 %           | 18.4 %                        | 15.3 %           | 16.4 %                        |
| 9                | 11 de febrero de 2013     | 16.4 %           | 18.7 %                        | 15.2 %           | 16.1 %                        |
| 10               | 12 de febrero de 2013     | 20.1 %           | 23.3 %                        | 17.5 %           | 18.4 %                        |
| 11               | 18 de febrero de 2013     | 19.4 %           | 21.8 %                        | 18.6 %           | 19.9 %                        |
| 12               | 19 de febrero de 2013     | 19.6 %           | 21.1 %                        | 19.4 %           | 20.8 %                        |
| 13               | 25 de febrero de 2013     | 17.9 %           | 20.2 %                        | 17.5 %           | 18.9 %                        |
| 14               | 26 de febrero de 2013     | 18.8 %           | 20.4 %                        | 17.7 %           | 18.1 %                        |
| 15               | 4 de marzo de 2013        | 17.4 %           | 19.2 %                        | 16.3 %           | 17.2 %                        |
| 16               | 5 de marzo de 2013        | 18.3 %           | 20.0 %                        | 18.6 %           | 19.9 %                        |
| 17               | 11 de marzo de 2013       | 18.8 %           | 21.3 %                        | 18.5 %           | 20.3 %                        |
| 18               | 12 de marzo de 2013       | 18.8 %           | 21.0 %                        | 18.3 %           | 19.4 %                        |
| 19               | 18 de marzo de 2013       | 18.2 %           | 21.4 %                        | 17.8 %           | 19.1 %                        |
| 20               | 19 de marzo de 2013       | 18.3 %           | 21.9 %                        | 18.6 %           | 20.1 %                        |
| 21               | 25 de marzo de 2013       | 17.0 %           | 20.0 %                        | 18.0 %           | 19.9 %                        |
| 22               | 26 de marzo de 2013       | 22.8 %           | 26.1 %                        | 22.9 %           | 24.3 %                        |
| 23               | 1 de abril de 2013        | 23.1 %           | 25.9 %                        | 22.5 %           | 24.5 %                        |
| 24               | 2 de abril de 2013        | 26.7 %           | 30.7 %                        | 25.8 %           | 27.5 %                        |
| Media            | Media                     | 16.6 %           | 18.7 %                        | 16.3 %           | 17.5 %                        |

## Premios y nominaciones
| Año  | Premio                           | Categoría                                                     | Beneficiario                   | Resultado |
| ---- | -------------------------------- | ------------------------------------------------------------- | ------------------------------ | --------- |
| 2013 | 49th Baeksang Arts Awards        | Mejor actriz de televisión                                    | Kim Sung-ryung                 | Nominada  |
| 2013 | Mnet 20's Choice Awards          | Artista drama de 20 - Femenino                                | Soo Ae                         | Nominada  |
| 2013 | Seoul International Drama Awards | La mayoría popular actor                                      | Jung Yun-ho                    | Ganador   |
| 2013 | Seoul International Drama Awards | Mejor canción del tema del drama                              | Ice Flower por Ailee           | Nominado  |
| 2013 | Seoul International Drama Awards | Mejor canción del tema del drama                              | You Don't Know por Kim Nam-gil | Nominado  |
| 2013 | Seoul International Drama Awards | Mejor actor dramático                                         | Kwon Sang-woo                  | Nominado  |
| 2013 | Seoul International Drama Awards | Mejor actriz de drama                                         | Soo Ae                         | Nominada  |
| 2013 | Seoul International Drama Awards | Mejor drama                                                   | King of Ambition               | Ganadores |
| 2013 | Korea Drama Awards               | Premio a la excelencia, actriz                                | Soo Ae                         | Nominada  |
| 2013 | APAN Star Awards                 | Premio actuando, actriz                                       | Kim Sung-ryung                 | Ganadora  |
| 2013 | APAN Star Awards                 | Premio actuando, actriz                                       | Ko Joon-hee                    | Nominada  |
| 2013 | APAN Star Awards                 | Premio a la excelencia, actriz                                | Soo Ae                         | Nominada  |
| 2013 | 2013 SBS Drama Awards            | Premio especial de actuación, actor en un especial dramatismo | Lee Deok-hwa                   | Nominado  |
| 2013 | 2013 SBS Drama Awards            | Premio a la excelencia, actor en un especial dramatismo       | Kwon Sang-woo                  | Nominado  |
| 2013 | 2013 SBS Drama Awards            | Premio a la excelencia, actriz en un especial dramatismo      | Soo Ae                         | Nominada  |